# 바이크 원정대: 인 이탈리아
"바이크 원정대: 인 이탈리아"(Bike guys)는 한국에서 제작된 달 감독의 2021년 영화이다. 송재희 등이 주연으로 출연하였다.

## 출연

### 주연
- 송재희
- 이수
- 제이윤
- 류석
- 김선빈